# 菩安號誌站

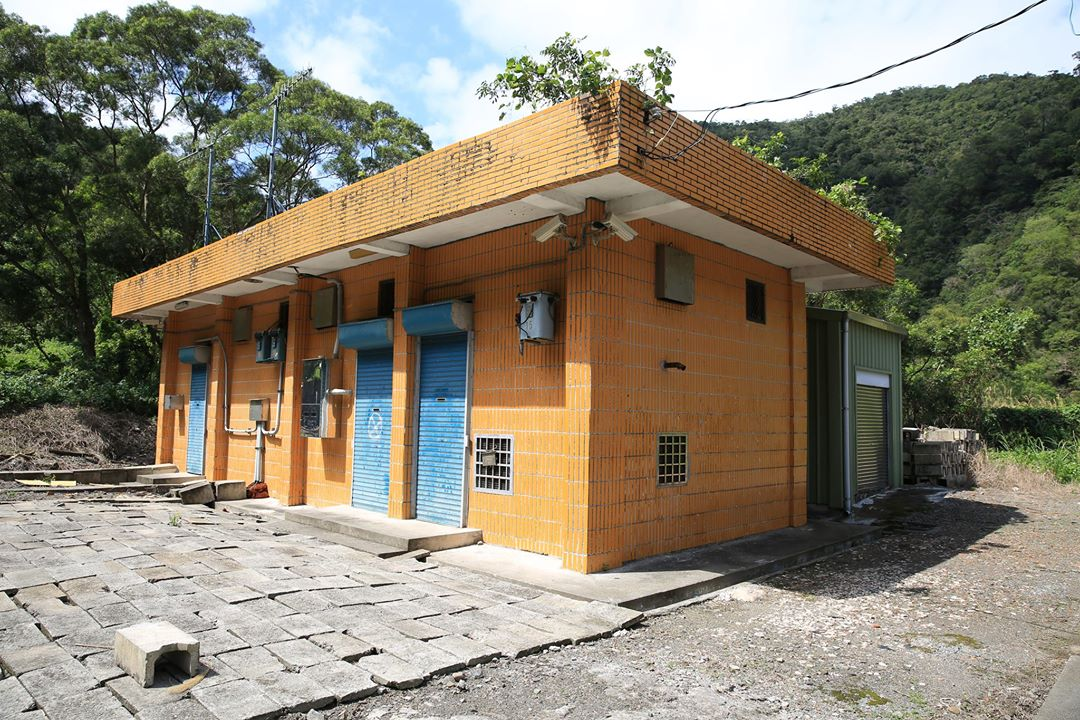
菩安號誌站繼電室，是目前站內唯一使用中的建築物。

菩安號誌站，又稱菩安交會站，是臺灣臺東縣達仁鄉的一座廢棄車站，為臺灣鐵路管理局於南迴線中央號誌站至古莊號誌站中間設立的鐵路號誌站，位於中央隧道東口外，因西側比鄰佳菩安山而得名。該號誌站在通車前夕就突然遭到裁撤，因此現今僅繼電室仍在運作，其餘設施皆已廢棄。

## 車站構造
- 採用與枋野站相當類似的站房配置，設有行車室與道班房等建築。
- 繼電室供鐵路號誌供電使用，其他建築因半途停工而荒廢。

## 利用狀況
- 原規劃為南迴線中央隧道東口之號誌站，辦理列車交會用，但因古莊號誌站到菩安號誌站路線變更設計為雙線，使得中央號誌站到古莊號誌站間均為雙線，而失去原設站目的，因此通車之前即取消設站，僅留下繼電室供鐵路號誌供電使用，其他建築則依原狀停工。

## 車站週邊
- 位於南迴線深山裡的秘境車站，附近無住家。
- 東端為安朔溪橋與菩安隧道西口，西端緊臨中央隧道東口。
- 山區多毒蛇及蚊蟲，進出需注意自身安全，建議攜伴同行。

## 聯外交通
- 距離最近的指標建物天公廟玉襌宮約2.1公里，距南迴公路（省道台9線）6.3公里。
- 前往此站的道路僅一條產業道路，且年久失修，雜草已比一個成人還高的程度，路況亦差，若要前往需考量車況。
- 聯外道路緊鄰安朔溪，若因大雨或颱風過境之豪大雨使溪水暴漲時，道路極有可能被淹沒，故若適逢大雨或颱風過境後，至少七日內勿前往，以策安全。